# Coniothyrium rhododendri
Coniothyrium rhododendri är en svampart som beskrevs av Henn. 1903. Coniothyrium rhododendri ingår i släktet Coniothyrium och familjen Leptosphaeriaceae.   Inga underarter finns listade i Catalogue of Life.